# Senapati (huyện)
Huyện Senapati là một huyện thuộc bang Manipur, Ấn Độ. Thủ phủ huyện Senapati đóng ở Senapati. Huyện Senapati có diện tích 3269 ki lô mét vuông. Đến thời điểm năm 2001, huyện Senapati có dân số 379214 người.